# Косто Попвачов
Коста (Косто) Попвачов (също известен и като Коста Вачов) е кмет на Ловеч (1879, 1880 – 1881). Баща на Димитър Вачов (министър на просветата 1899-1900, както и председател на X, XVI, XVII ОНС).

## Биография
Коста Попвачов е роден през 1836 г. в град Ловеч. Завършва Килийно училище и Горнокрайското класно училище в родния си град.
Работи като кафтанджия. Включва се в Църковно-националната борба в Ловеч. Отваря бакалски дюкян. Занимава се и с ханжийство. Касиер на Сарашката каса.
След Освобождението от османско владичество е търговец. Включва се в обществения живот. Член на Градския и Окръжния съвет в Ловеч.
Народен представител от Ловеч в Учредителното събрание, където е назначен по право като председател на Градския съвет в Ловеч . Кмет на Ловеч (1879, 1880 – 1881) и помощник-кмет (1882 – 1883).